# Estat lliure d'Icària
L'Estat Lliure d'Icària va ser un estat lliure grec format l'17 de juliol del 1912 just després de l'expulsió d'una guarnició otomana de les illes d'Icària i Furni, essent aquesta revolució iniciada per l'insurgent Georgios Spanos el dia anterior quan va matar un turc, fet el qual el va convertir en un heroi. Atesa la impossibilitat de la seua adhesió a Grècia, les illes foren independents durant un interval de temps que durà al voltant de cinc mesos. Finalment, es va aconseguir l'adhesió: en novembre d'aquell mateix any, les illes s'uniren al Regne de Grècia.
Ioannis Malachías va ser l'únic president de l'efímer estat d'Icària. Les illes comptaven amb el seu propi himne, els seus segells i el seu exèrcit. Durant la independència hi va haver una gran mancança d'aliments, així com greus deficiències en el transport públic i en el sistema de correus. A més a més, hi havia el risc de convertir-se en una possessió dels italians tal com havia passat amb moltes altres illes del mar Egeu.